# 新韓国党 (1992)
新韓国党（しんかんこくとう）は、盧泰愚政権（1988年 - 1993年）の与党である民主自由党（以下、民自党）を脱党した旧民主正義党（以下、民正党）系の実力者であった李鍾賛が、1992年12月に行われた大統領選挙の直前に結成した韓国の政党。なお、1995年に民自党から党名を改称した新韓国党（신한국당）と直接の関係はない。

## 概要
1992年12月に予定されていた大統領選挙を前に民自党内では、旧民正党系の李鍾賛と旧民主党系で野党勢力の実力者であった金泳三が同党の大統領候補の座を巡って激しい争いが展開されていた。しかし、5月19日の党大会で行われた代議員投票では金泳三が6割以上の支持を集めて同党の大統領候補に選出された。これに不満を抱いた李鍾賛は8月17日に民自党からの脱党を宣言、9月23日に「新政治国民連合」結成大会を開催、本格的な新党創党作業に乗り出した。そして、10月20日に新党推進協議会を開いて新党の名称を「新韓国党」（仮称）に決定し、10月23日に「新韓国党」創党準備委員会、11月17日に創党大会を開催して李鍾賛を党代表及び大統領候補者に選出した（中央選挙管理委員会への政党登録は2日後の19日）。
大統領選挙は事実上、かつて同じ野党で覇権を競い合った金泳三（民自党）と金大中（民主党）、それに現代グループの総帥である鄭周永（統一国民党、以下国民党）の所謂「2金1鄭」による争いとなり、その構図の中で埋没した李鍾賛候補は厳しい戦いを強いられた。そのため、12月12日に鄭周永候補の支持を表明し、候補を辞退する結果となった。国民党は新韓国党と統合することで合意したが、大統領選挙で鄭周永候補が敗北した後、統合は白紙に戻された。2年余後の1995年2月24日、民主党及び在野の統一時代国民会議と共に統合を宣言、3月7日、民主党に吸収統合され消滅した。